# Vezivanje za proteine plazme
Vezivanje za proteine krvne plazme može da utiče na stepen efikasnosti leka. Lek koji je u manjoj meri vezan za proteine plazme može efikasnije da prolazi kroz ćelijsku membranu. Krvni proteini koji najčešće vezuju lekove su albumin, lipoprotein, glikoprotein, i α, β‚ i γ globulini.
Lek u krvi postoji u dva oblika: vezanom i nevezanom. U zavisnosti od specifičnog afiniteta leka za proteine plazme, jedan deo leka se može biti u vezanom obliku, dok je ostatak slobodan. Ako je vezivanje proteina reverzibilno, onda postoji hemijska ravnoteža između vezanog i nevezanog stanja:
Protein + lek ⇌ Protein-lek kompleks

## Literatura
- Shargel, Leon (2005). Applied Biopharmaceutics & Pharmacokinetics. New York: McGraw-Hill, Medical Pub. Division. ISBN 978-0-07-137550-4.

## Spoljašnje veze
- Vezivanje lekova za proteine Архивирано на веб-сајту  (27. јул 2011)